# Lucas Rabelo
Lucas Rabelo (Fortaleza, 1 de janeiro de 1999) é um skatista brasileiro. Foi vice-campeão mundial de street em 2021. Possui uma medalha de ouro em Jogos Pan-Americanos.

## Biografia
Começou a praticar skate aos 11 anos, no bairro do Pirambu, em Fortaleza. Aos 13, foi descoberto por Cezar "Gordo" Dal Pozzolo e depois se mudou para Porto Alegre. 
Disputou os Jogos Pan-Americanos Júnior de 2021, em Cali. Conquistou a medalha de ouro na categoria Street.
Competiu no Mundial de Skate Street, a SLS, também em 2021. Foi vice-campeão na Super Crown de Jacksonville, nos Estados Unidos.
Nos Jogos Pan-Americanos de 2023, em Santiago, conquistou a medalha de ouro na categoria street.